# Parafia św. Franciszka z Asyżu w Charzynie
Parafia pw. Świętego Franciszka z Asyżu w Charzynie – parafia należąca do dekanatu Gościno, diecezji koszalińsko-kołobrzeskiej, metropolii szczecińsko-kamieńskiej. Została utworzona dnia 9 czerwca 1973 roku.  

## Miejsca święte

### Kościół parafialny
Kościół św. Franciszka z Asyżu w Charzynie
Kościół parafialny został wzniesiony w stylu neogotyckim w XIX wieku,

### Kościoły filialne i kaplice
- Kościół Najświętszego Serca Pana Jezusa w Niemierzu[1] - kościół filialny w Niemierzu pochodzący z XIV wieku[1].
- Kaplica w Domu Matki Bożej Miłosierdzia w Błotnicy[1]
- Kaplica św. Anny w Rościęcinie[1]